# Mireia Mendoza
Mireia Mendoza (Palma de Mallorca, 9 de agosto de 1993) es una modelo española. Nació con sordera profunda y fue la primera persona de Mallorca en recibir un implante coclear. Es la primera modelo con sordoceguera que ha desfilado en la Mercedes-Benz Fashion Week Madrid y en la semana de la moda de Milán.

## Trayectoria
Mendoza nació con síndrome de Usher, una enfermedad que afecta a los sentidos de la vista y del oído. El implante coclear que lleva desde 1997 le permite oír sonidos y fue el primero que se implantó a una persona en Mallorca. Desde los diez años pierde visión de forma progresiva por una retinosis pigmentaria. Estudió en el instituto de enseñanza secundaria Francesc de Borja Moll un grado medio en Estética Personal Decorativa. Después estudió fotografía e informática. En 2018 se formó en la Federación de Personas Sordas de las Islas Baleares en lengua de señas y comenzó a trabajar como la primera modelo con sordoceguera.
En enero de 2021 comenzó a trabajar como vendedora de la Organización Nacional de Ciegos Españoles y en el mes de marzo los cupones que vendió en Palma de Mallorca fueron premiados con nueve millones de euros.
Entre otras, ha desfilado en la semana de la moda de Milán y en la Mercedes Benz Fashion week Madrid en el año 2019. Ha protagonizado un posado fotográfico colaborando con el diseñador portugués Hugo Micaelo, la esteticista Nancy Pujol y el fotógrafo Pau Torrens. Este proyecto de posados pretende poner de relieve la sordoceguera así como la importancia de sensibilizar a los ciudadanos y a la sociedad.
Mendoza da visibilidad a las personas con sordoceguera en el mundo de la moda, en la pasarela ha desfilado con bastón blanco y con la ayuda de un guía. Poniendo de relieve las carencias de accesibilidad universal, tanto en los ámbitos de la deambulación, asimiento, localización como en comunicación, que existen en el mundo de la moda.
Con el proyecto MM Deafblind Model, Mendoza tiene el objetivo de que "con esta iniciativa quiero mostrar al mundo que las personas sordociegas o con otras discapacidades también somos una parte valiosa de la sociedad".